# Aizelles
Aizelles es una comuna francesa situada en el departamento de Aisne, en la región de Alta Francia.

## Demografía
| 130 | 105 | 92 | 85 | 81 | 94 | 105 | 121 | 122 |
| Para los censos de 1962 a 1999 la población legal corresponde a la población sin duplicidades (Fuente: INSEE [Consultar]) |     |    |    |    |    |     |     |     |